# یواس‌ان‌اس گوآم (اچ‌اس‌تی-۱)
یواس‌ان‌اس گوآم (اچ‌اس‌تی-۱) (به انگلیسی: USNS Guam (HST-1)) یک کشتی است که طول آن ۳۷۳ فوت (۱۱۴ متر) می‌باشد. این کشتی در سال ۲۰۰۸ ساخته شد.